# Пембрук (Бермуди)

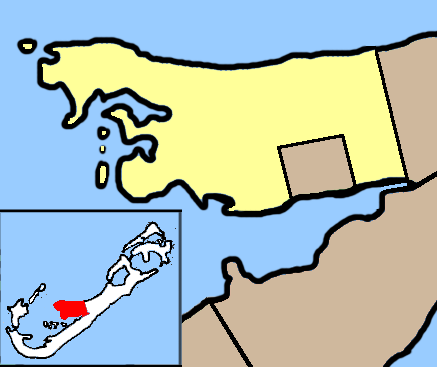

Пембрук (англ. Pembroke Parish) — один з дев'яти округів (parishes) Бермудів. Він названий на честь англійського аристократа Вільяма Герберта, 3-го графа Пембрук. Чисельність населення округу — 10 610 осіб (2010).

## Географія
Він займає велику частину території невеликого півострова в центрі північного узбережжя головного острова Бермудських островів і оточує з трьох сторін місто Гамільтон (з четвертої сторони знаходиться берег гавані Гамільтон). Обриси Пембрука мають деяку схожість з колишнім графством Пембрукшира в Уельсі. Півострів заходить виступом на східну сторону Грейт-Саунд, великої водної поверхні, домінуючої над географією західних Бермудів. На сході Пембрук межує з округом Девоншир. Вся площа округу становить 4,7 км².

## Пам'ятки
Серед пам'яток природи в Пембруці — Спеніш-Пойнт, Пойнт-Шеарс, численні острівці біля Пойнт-Шеарс.
Серед інших визначних пам'яток Пембрука — Форт-Гамільтон і Будинок уряду.
11 травня 1999 року болота Пембрук-Марш-Іст (Pembroke Marsh East) були включені в число водно-болотних угідь, які мають міжнародне значення в рамках Рамсарської конвенції.